# Lulu on the Bridge
Lulu on the Bridge è un film statunitense del 1998 scritto e diretto dallo scrittore Paul Auster e interpretato da Harvey Keitel, Mira Sorvino e Willem Dafoe. Il film parla di un sassofonista jazz, la cui vita cambia dopo essere stato vittima di una sparatoria. Dopo aver trovato una pietra misteriosa, incontra e si innamora di una bellissima aspirante attrice, ma la loro felicità viene interrotta da una serie di strani eventi onirici.
Il film è stato presentato fuori concorso al Festival di Cannes del 1998 nella sezione Un Certain Regard.
Il film è uscito in Italia il 23 aprile 1999.

## Trama
Il sassofonista jazz Izzy Maurer (Harvey Keitel) viene colpito da uno sparo al petto da uno squilibrato durante uno spettacolo in un jazz club. Izzy sopravvive a un'operazione di sette ore, ma perdendo il polmone sinistro, chiude la sua carriera musicale. Una giovane aspirante attrice chiamata Celia Burns (Mira Sorvino) entra nel ristorante Chez Pierre di New York in cui lavora come cameriera. Lei e il suo capo parlano della sparatoria. Più tardi acquista l'ultimo CD di Izzy.
In seguito al suo ricovero, Izzy rimane da solo e evita i suoi amici. A poco a poco ricomincia ad uscire e a adattarsi alla sua nuova vita. La sua ex fidanzata Hannah (Gina Gershon) lo invita a cena con la presenza di una famosa attrice in pensione, Catherine Moore (Vanessa Redgrave), che ora è una regista di successo, e del suo amico produttore cinematografico, Philip Kleinman (Mandy Patinkin). Per la prima dopo molto tempo, Izzy si diverte. Catherine è alla ricerca di una giovane attrice che interpreti la parte di "Lulu" nella sua prossima film: una versione cinematografica del Vaso di Pandora (Pandora's Box). Tornando a casa quella notte Izzy scopre un cadavere, trova una borsa che giace nelle vicinanze, e si precipita a casa in preda alla paura. Successivamente esamina il contenuto della borsa e trova una piccola scatola contenente una pietra con un segno rosso. Mentre esamina la pietra sente delle voci che parlano in lingue straniere.
Quella notte, mentre giace sveglio nel letto, la pietra emette una strana luce blu e si eleva al di sopra del comodino. La mattina dopo, chiama al numero scritto su un tovagliolo che ha trovato nella borsa e Celia prende il telefono proprio mentre sta ascoltando il CD di Izzy. Le chiede di incontrarla, e lei lo invita a casa sua. Quando arriva le chiede di fargli conoscere quello che sa dell'uomo morto, Stanley Mar (Greg Johnson), e della strana pietra. Le rivela delle luci e le mostra la misteriosa luce blu della pietra. Attratta dalla pietra, Celia la tocca e incoraggia anche lui a toccarla. "È la cosa migliore, davvero. È come nient'altro," dice. Si sentono talmente esaltati dall'esperienza, da farli sentire più legati alle cose che li circondano. Lui le dice: "Per il modo in cui mi sento ora, potrei passare il resto della mia vita con te." Dopo la sua partenza, Celia gli corre dietro e lo invita a tornare al suo appartamento dove fanno l'amore. Nei giorni successivi, si innamorano profondamente. Lei gli trova lavoro presso il suo ristorante, ma quando un cliente le tocca il sedere, Izzy provoca una scenata ed entrambi vengono licenziati.
Celia è in lizza per la parte nel film di Catherine Vaso di Pandora (Pandora's Box), e con l'aiuto e le conoscenze di Izzy, ottiene la parte di Lulu. Izzy decide di raggiungere Celia a Dublino, dove si sta girando il film. Poco dopo la sua partenza, Izzy è stato attaccato da alcuni uomini nel suo appartamento che avevano chiesto perché avesse ucciso Stanley Mar. Viene catturato e tenuto prigioniero. Incontra un misterioso Dr. Van Horn (Willem Dafoe) che gli mostra il disprezzo che ha nei suoi confronti. Izzy non ha idea di cosa stia parlando, ma Van Horn sembra conoscere dettagli sul passato di Izzy - il suo vero nome, traumi infantili, e la caccia alle lucciole con il fratello nella loro casa estiva a Echo Lake. Quando Van Horn comincia a scavare nelle relazioni di Izzy con il padre e il fratello, Izzy risponde: "Non farmi questo." Quando si ricordò di essersi rifiutato di suonare la musica al funerale di suo padre, scoppia in lacrime. Una notte, Van Horn si precipita nella cella di Izzy e gli dice: "Tu non sei degno. Hai vissuto una brutta vita disonesta." Venuto a sapere di Celia, Van Horn ora esige che Izzy le riveli dove si trova. Izzy si rifiuta però di riconoscere di conoscerla. Mentre se ne va, Van Horn, dice, "Che Dio abbia pietà della tua anima."
Nel frattempo, Celia non riesce a rintracciare Izzy e sospetta qualcosa di molto brutto. Teme che Izzy l'abbia abbandonata. Una notte tira fuori la pietra e appare la luce blu, ma ora produce in lei solo una tristezza opprimente. Afflitta, Lulu prende la pietra e cammina per Ha'penny Bridge, dove la pietra cade nel fiume scuro. Il giorno seguente, Van Horn e i suoi uomini trovano Celia a Dublino e tentano di rapirla. La inseguono lungo le strade del Ha'penny Bridge dove aveva lasciato cadere la pietra. Quando le strade concludono, Celia salta nel fiume.
Tornato a New York, alla fine Izzy riesce a fuggire dalla sua prigione. Viene a sapere dal produttore della scomparsa di Celia e quasi sviene. Il produttore gli dà una videocassetta di alcune delle scene di Celia. Più tardi, in un jazz club, chiede ai suoi amici: "Sono una persona buona o una cattiva?" Ritornato al suo appartamento guarda la videocassetta di Celia e piange.
Dopo essere stato colpito al club jazz dallo squilibrato, Izzy viene portato via in ambulanza. Sulla strada per l'ospedale, il suo cuore si ferma e Izzy Maurer muore, nel momento in cui l'ambulanza passa una giovane aspirante attrice di nome Celia Burns. Lei vede il passaggio dell'ambulanza e si fa il segno della croce.

## Riconoscimenti
- 1998 - Semana Internacional de Cine de Valladolid
  - Candidatura alla Espiga de oro per il miglior film a Paul Auster